# Gustaf Rune Eriks
Gustaf Rune Eriks, né le 14 février 1918 à Stockholm et mort le 12 mai 1999, est un écrivain suédois renommé pour ses recueils de nouvelles.[réf. nécessaire]
Il vécut la plus grande partie de sa vie dans la partie sud de Stockholm. Son style qui prend des accents lyriques est à la fois épuré et psychologiquement nuancé. Il a publié sept recueils de nouvelles entre 1944 et 1965, sa meilleure production se situant dans les années 1940 et au début des années 1950. Le thème principal de son œuvre se concentre sur la ville. Plusieurs ouvrages de référence sur lui ont été publiés par Olle Thörnvall.